# Maciej Szczepaniak

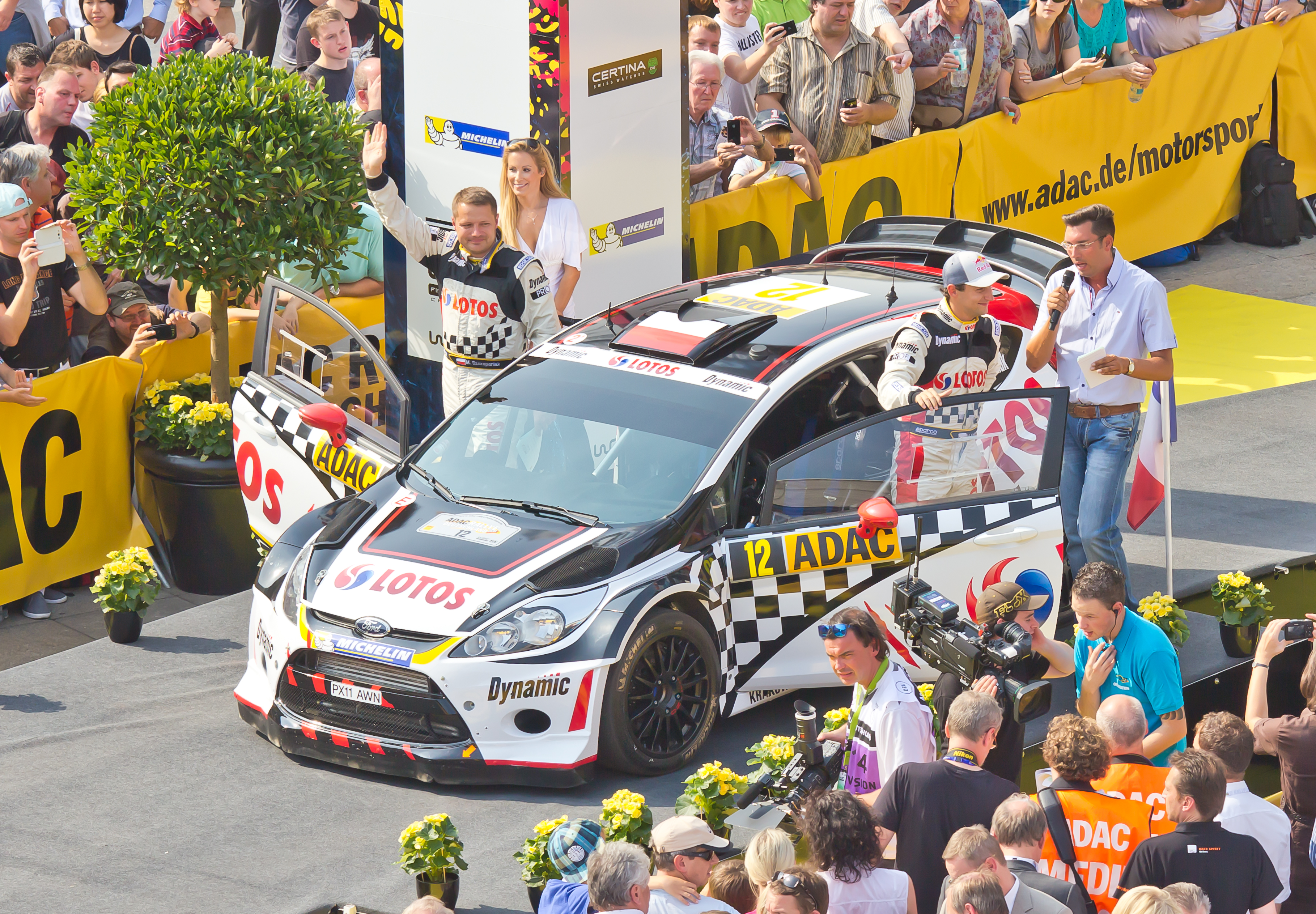
Maciej Szczepaniak wraz z Michałem Kościuszko podczas Rajdu Niemiec 2013.

Maciej Szczepaniak (ur. 16 grudnia 1973 w Wałbrzychu) – polski pilot rajdowy.
Starty w rajdach samochodowych rozpoczynał w roku 1995 jako kierowca rajdowy, lecz już w tym samym roku został pilotem rajdowym. W roku 1999 zadebiutował z kierowcą Tomaszem Kucharem w Rajdowych Mistrzostwach Świata startując w Rajdzie San Remo. Z Tomaszem Kucharem startował w latach 1999-2003. W roku 2003 został pilotem Janusza Kuliga. Tę współpracę przerwał tragiczny wypadek współpartnera. W kolejnych trzech sezonach Rajdowych samochodowych mistrzostw Polski wraz z kierowcą Leszkiem Kuzajem zdobywał mistrzostwo Polski w klasyfikacji generalnej. W sezonach 2007-20013 pilotował Michała Kościuszko. W 2014 roku został pilotem Roberta Kubicy z którym startował w sezonach 2014-2015 w rajdowych mistrzostwach świata. Od sezonu 2018 tworzy załogę z Kajetan Kajetanowicz. W sezonie 2021 zdobył tytuł mistrza świata w kategorii WRC3 a w sezonie 2023 tytuł mistrza świata w kategorii WRC2 challenger. 